# Raven River
Der Raven River ist ein ca. 85 km langer linker Nebenfluss des Red Deer River im Westen der kanadischen Provinz Alberta. 

## Flusslauf
Der Raven River entspringt in den östlichen Ausläufern der Kanadischen Rocky Mountains. Weiter nördlich verläuft der Clearwater River, ein Nebenfluss des North Saskatchewan River. Der Raven River fließt die ersten 70 km in überwiegend ostnordöstlicher Richtung durch das Vorland der Berge. Nördlich des Flusslaufs liegt die Siedlung Caroline. Der Alberta Highway 54 folgt nahe der Siedlung Raven ein kurzes Stück dem Flusslauf. 2 km oberhalb der Siedlung Raven trifft der North Raven River von Norden kommend auf den Fluss. Dieser fließt noch 17 km in überwiegend südöstlicher Richtung, bevor er oberhalb des Gleniffer Lake in den Red Deer River mündet. Der Raven River weist entlang seinem gesamten Flusslauf ein stark mäandrierendes Verhalten auf.

## Hydrologie
Der Raven River entwässert ein Areal von etwa 700 km². Der mittlere Abfluss bei Raven, 15 km oberhalb der Mündung, beträgt 2,29 m³/s. Der April ist mit im Mittel knapp 4 m³/s der abflussstärkste Monat. In den Monaten Mai bis Juli liegt der mittlere monatliche Abfluss noch bei mehr als 3 m³/s.